# Hungler József (labdarúgó)
Hungler József (Budapest, 1896. december 11. – 1957. augusztus 1.) magyar labdarúgó, magyar királyi posta távirda ellenőr. A sportsajtóban Hungler I néven volt ismert.

## Családja
Hungler Imre és Samu Anna fiaként született. Öccsei, János és Imre szintén a Ferencvárosban játszottak. 1924. március 16-án Budapesten, a Ferencvárosban feleségül vette a kiskunmajsai születésű Szakács Jolánt, Szakács József és Bognár Rozina lányát. Családi nevét 1934-ben Héjjasra változtatta.

## Sikerei, díjai
Ferencvárosi TC
- Magyar bajnokság
  - ezüstérmes: 1921–22, 1923–24
  - bronzérmes: 1919–20, 1920–21
- Magyar kupa
  - győztes: 1922